# Los diablos sueltos (novela)
Los diablos sueltos es una novela testimonial publicada en 1975 en México por Mada Carreño,  escritora y periodista nacida en España que desarrolló su carrera fundamentalmente en México. En ella cuenta los últimos días de la guerra civil en España, su paso por la frontera y su estancia como asilada en Francia separada de su esposo, Eduardo de Ontañón. Recibió el Premio Literario Magda Donato.

## Sinopsis
Marina, alter ego de la autora, es la protagonista principal y narradora. Así nos describe las diferentes situaciones, primero con sus colegas republicanos, con su esposo Ignacio y su hermana, Celia. Tras pasar la frontera y todas las vicisitudes que sufre, pasa a describir la vida en un pequeño pueblo francés donde se le concede asilo junto a otro grupo de españolas. Ella actúa como intérprete siendo la mediadora entre las refugiadas y los vecinos. Consigue finalmente contactar con su esposo y localizar a su hermana.

## Temas
Este libro pertenece a la llamada literatura de las exiliadas que se centra especialmente en memorias y experiencias personales. Plasmaron lo que vivieron y lo hicieron siendo conscientes de ser portadoras de la memoria de esos hechos. Entre las obras están: De Barcelona a la Bretaña francesa (1939), de Luisa Carnés; Éxodo. Diario de una refugiada española (1940), de Silvia Mistral; Una mujer en la guerra de España (1964), de Carlota O’Neill; Memoria de la melancolía (1970), de María Teresa León; Un barco cargado de... de Cecilia G. de Guilarte (1972), Primer exilio (1978), de Ernestina de Champourcin y Memorias habladas, memorias armadas (1990) de Concha Méndez.
Es una historia novelesca que, enmarcada en el final de la guerra civil, se mueve entre la realidad y la ficción ya que la narración fue escrita muchos años después de los hechos que refiere. Carreño editó las notas, tomadas durante los sucesos que narra, en otro país y muchos años después. Hay una ausencia de fechas lo que le hace más posible novelar los hechos. Entre 1994 y 1996 publicó en el semanario literario El Búho una serie de artículos bajo el título Memorias cuyo contenido son los hechos reales sin novelarlos.
En abril de 1939 Eduardo de Ontañón se encontraba ya en Inglaterra. Desde ahí consiguió comunicarse con su esposa telefónicamente y reclamarla para que se uniera a él. Juntos, el 25 de mayo, volvieron a Francia y embarcaron en el Sinaia con destino a México.
Con la novela la autora testificó sobre la situación de las mujeres militantes en la prensa republicana y como miembros de los partidos de izquierdas durante la guerra civil. Por su parte, su hermana Celia, representa a la mujer española antes de la República y sus logros durante ella y cómo ésta les permitió acceder a una emancipación ideológica y social, así como a una mayor participación en la vida política y social del país.